# Teresa Piccione
Teresa Piccione (Palermo, 12 aprile 1955) è una politica italiana, deputata alla Camera per il Partito Democratico durante la XVII legislatura della Repubblica Italiana.

## Biografia
Laureata in lettere moderne all'Università degli Studi di Palermo, è insegnante di scuola secondaria superiore.
Nella primavera 2008 viene eletta con il Partito Democratico consigliera comunale a Palermo, confermando il proprio seggio anche alle successive elezioni del maggio 2012.
Nel dicembre 2012 si è candidata alle primarie per la scelta dei candidati parlamentari del PD in vista delle elezioni del 2013, risultando la terza classificata in provincia di Palermo, dietro a Magda Culotta e a Davide Faraone. Alle elezioni politiche del 2013 viene candidata, e quindi eletta, alla Camera dei deputati per il PD nella circoscrizione Sicilia 1. A Montecitorio componente della 12ª Commissione Affari Sociali. Conclude il proprio mandato parlamentare nel marzo 2018.
Nel 2022 viene eletta nuovamente consigliera comunale a Palermo con il PD.